# Коряжкин, Сергей Владимирович
Серге́й Влади́мирович Коря́жкин (р. 2 января 1960) — советский фехтовальщик на саблях, серебряный призёр Олимпийских игр 1988, 3-кратный чемпион мира (1986, 1987, 1989) в командном первенстве. Заслуженный мастер спорта России (2005).

## Карьера
На Играх в Сеуле завоевал серебряную медаль в командных соревнованиях вместе с Сергеем Миндиргасовым, Михаилом Бурцевым, Георгием Погосовым и Андреем Альшаном. В финальном матче со сборной Венгрии, где Коряжкин был запасным, сборная СССР вела 8:4, но в итоге проиграла; позже Бурцев, анализируя это поражение, говорил, что тренеры не решились на казавшийся очевидным шаг — уже после второго боя поменять Альшана на Коряжкина.